# Skidaway Island
Skidaway Island est une census-designated place située dans le comté de Chatham, dans l’État de Géorgie, aux États-Unis. Lors du recensement de 2020, elle comptait 9 310 habitants.